# 기화기

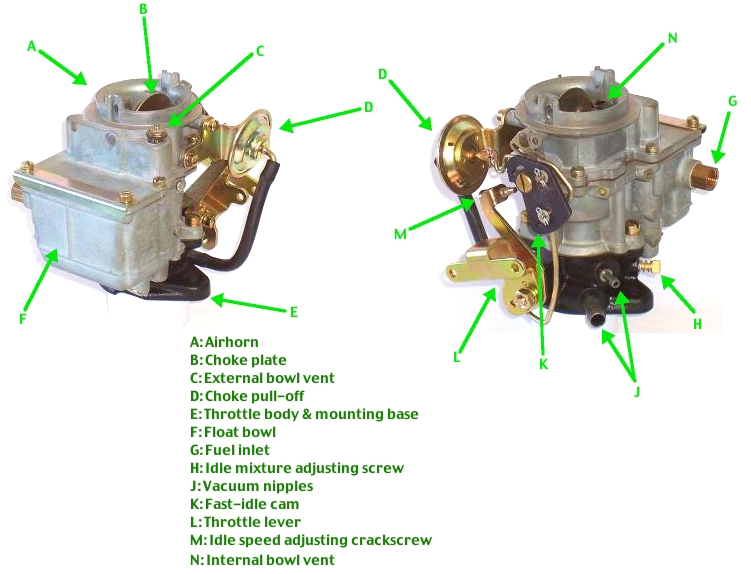
벤딕스-테크니코 (스톰버그) 1-배럴 다운드래프트 카뷰레터 모델 BXUV-3.

기화기(氣化器) 또는 카뷰레터(carburetor)는 내연 기관이 연소를 위해 일정한 비율로 공기와 연료를 배합할 수 있게 하는 장치이다. 북아메리카에서는 carb로, 오스트레일리아에서는 carby로 줄여 말하기도 한다.

## 역사
최초의 기화기는 1826년 사무엘 모레이에 의해 발명되었다.
기화기는 카를 벤츠(1888년)의 초기 특허들 가운데에 속했으며 그는 내연기관과 관련 부품들을 개발하였다.
초기의 기화기는 표면 기화기 형태였으며, 휘발유 표면 위로 통과되면서 공기가 연료와 혼합되는 방식이었다.

## 같이 보기
- 가습기
- 엔진